# Kostel Nanebevzetí Panny Marie (Velešice)
Kostel Nanebevzetí Panny Marie je římskokatolický, orientovaný, filiální kostel ve Velešicích, části obce Sběř. Je chráněn jako kulturní památka.

## Historie
Kostel zasvěcený Panně Marii je doložen k roku 1355. Nynější stavba ve stylu lidové pozdní renesance byla vybudována v letech 1581–1611. Opravován byl v roce 1936. Kostel byl původně spojen s tvrzí na návrší, zřejmě chodbou vedoucí do zrušené oratoře nad dnešní sakristií. Rod Bořků Dohalských z Dohalic, který vlastnil Velešice až do roku 1672, připomíná dvojice renesančních erbů nad vchodem do věže.

## Architektura
Původní gotický kostel ze 14. století byl přestavěn ve stylu pozdní renesance.
Jednolodní obdélná stavba s pětiboce uzavřeným presbytářem. Při severní straně je obdélná sakristie, při jižní pak čtvercová předsíň a hranolová věž. Presbytář je zaklenut jedním polem křížové klenby a po jeho jižní straně se nachází kamenná panská oratoř na krakorcích s bohatě zdobenou čelní stěnou. Renesanční portálek představuje vstup do sakristie. Půlkruhový triumfální oblouk nese letopočet 1581, který je rokem stavby presbytáře. Kostelní loď je sklenuta dvěma poli křížové klenby a na severní stěně nese nápis o dokončení stavby roku 1611. Stavitelem lodi kostela byl Jan Baptista Vlach.

## Interiér
Zařízení je novogotické z doby kolem roku 1880 od jičínského řezbáře J. Stoklasy. Obrazy na bočních oltářích zhotovil malíř J. Vysekal ml. v roce 1886. V presbytáři jsou obrazy sv. Jana Nepomuckého a sv. Aloise od Ignáce Raaba z poloviny 18. století. Uvnitř kostela jsou staré pískovcové a mramorové náhrobky, jeden z nich s ostatky Mikuláše Bořka Dohalského z Dohalic. Před hlavním oltářem je hrobka s letopočtem 1700, která byla určena pro rodinu Zárubovu, ale nebyla použita a zůstala prázdná.

## Okolí kostela
Ve hřbitovní zdi jsou zasazeny čtyři renesanční náhrobníky rodiny Volanských z Volanic z konce 16. století. Barokní márnice je z 18. století. Hřbitov byl rozšířen do návsi v roce 1858.

## Bohoslužby
Pravidelné bohoslužby se v kostele nekonají.

## Galerie

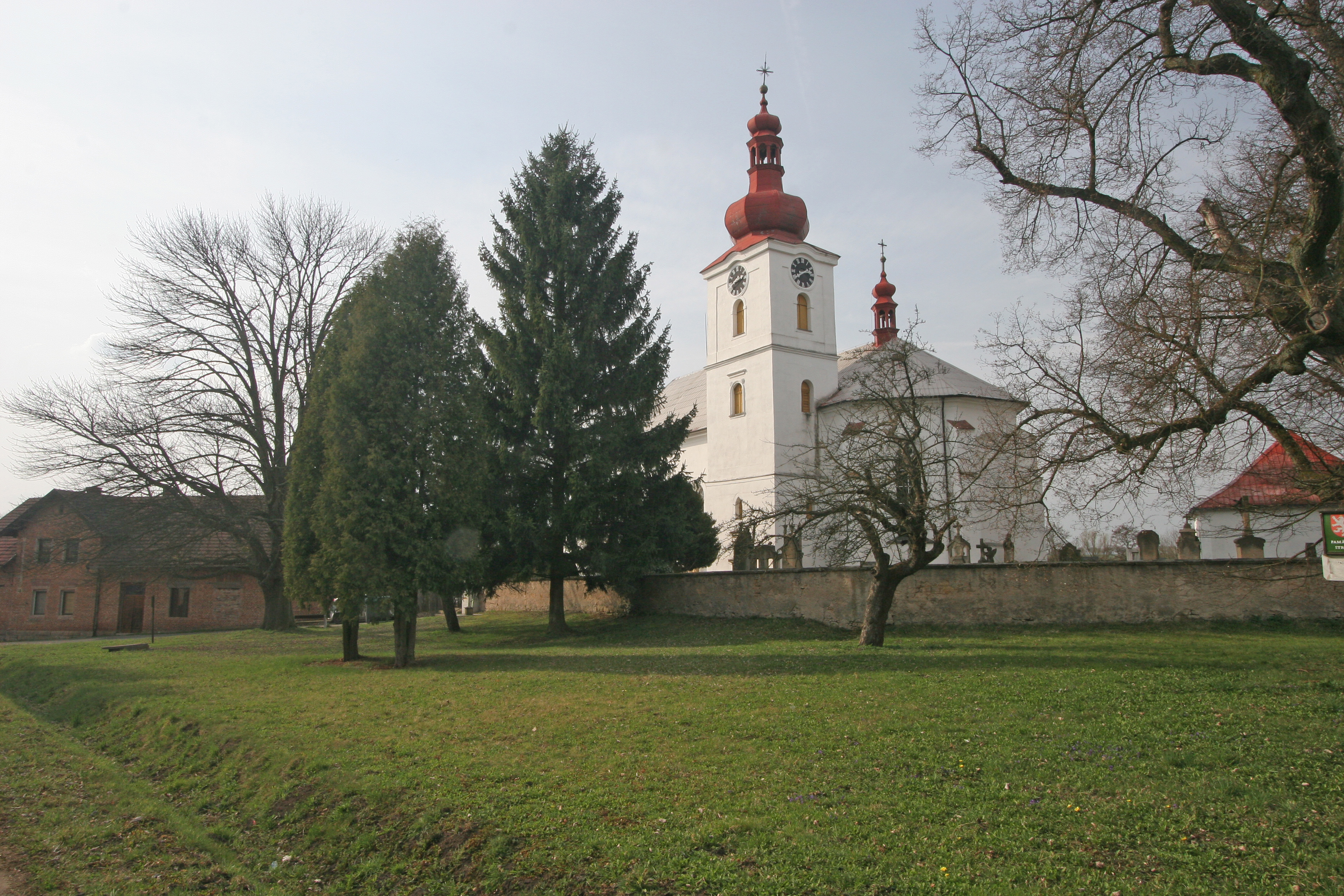
Kostel
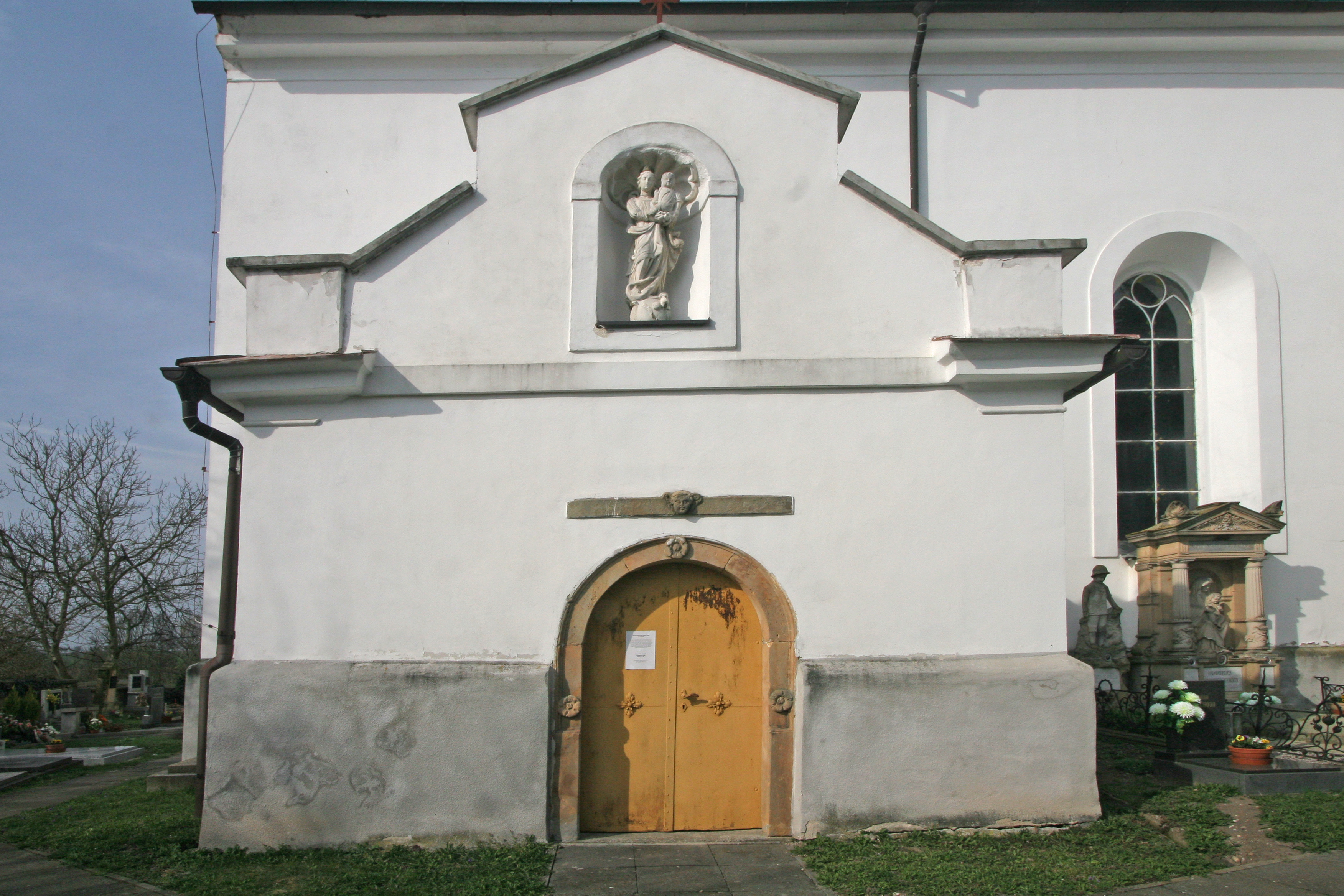
Portál
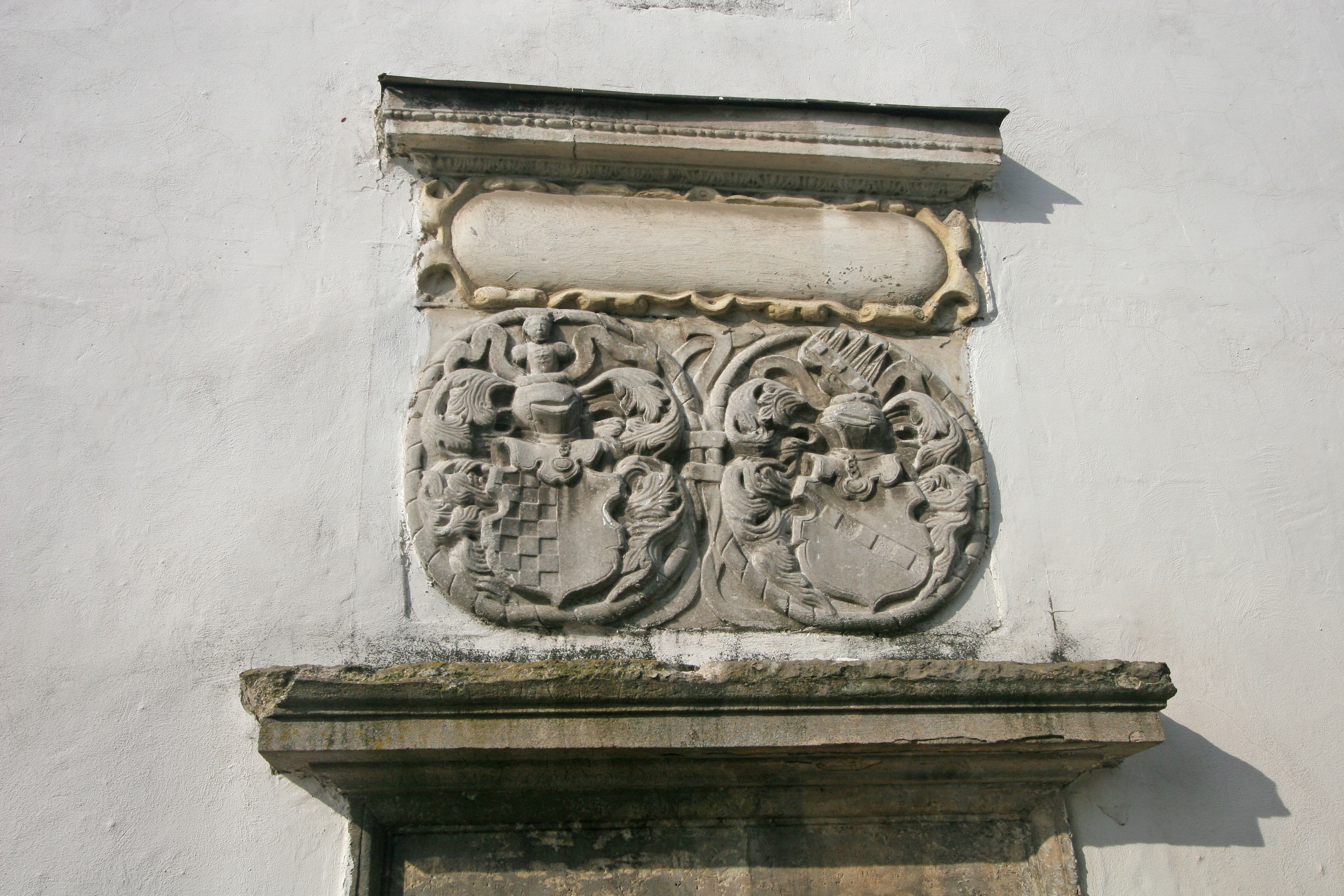
Erby Dohalských z Dohalic nad portálem